# Tangata manu

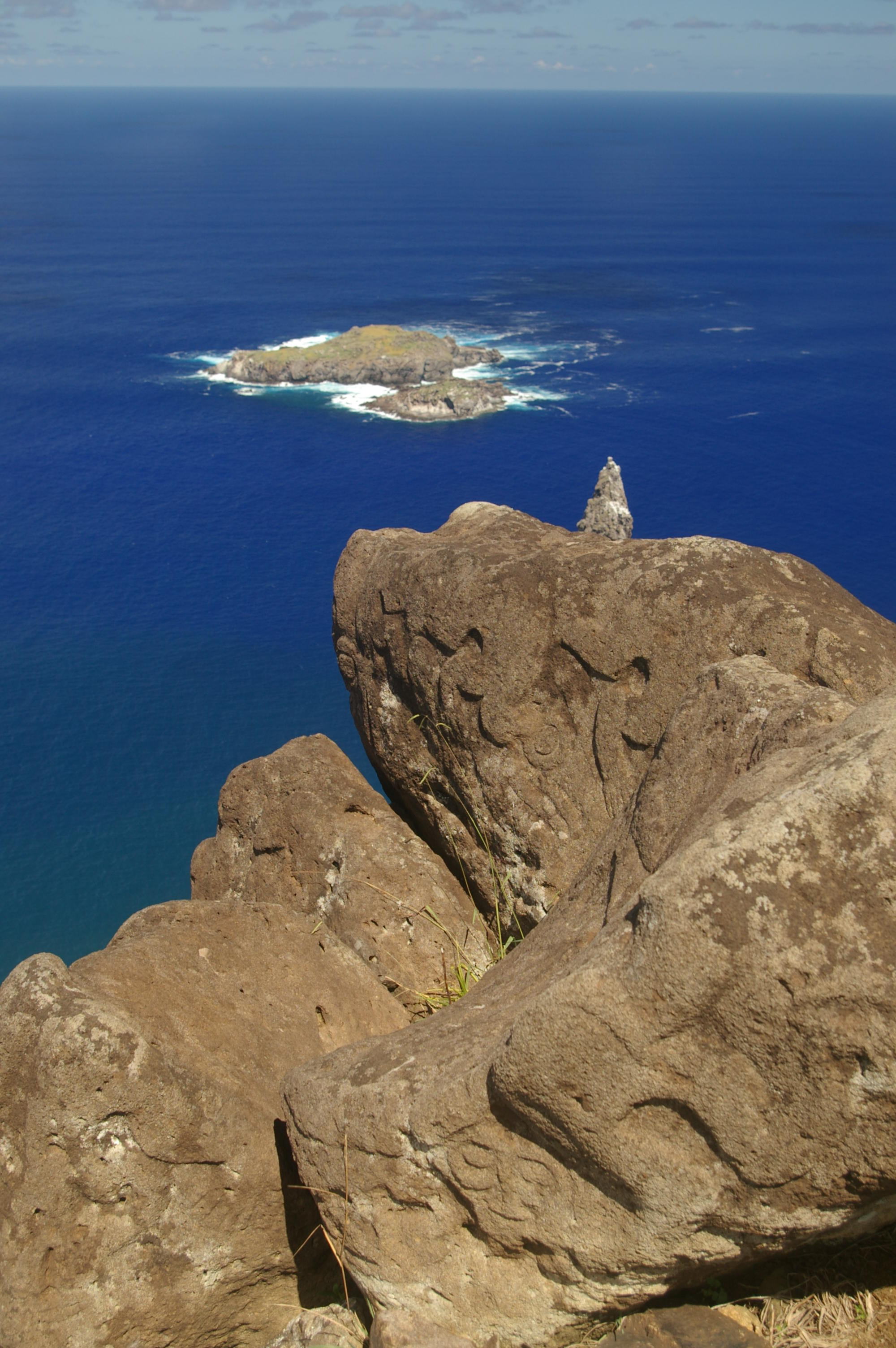
Widok z Orongo na Motu Nui, petroglify związane z kultem na skale

Tangata manu (język rapanui: "człowiek-ptak") – tytuł zwycięzcy w rytualnych zawodach odbywanych do końca XIX w. na Wyspie Wielkanocnej, polegających na zdobyciu pierwszego w danym roku lęgowym jaja manu tara, rybitwy Sterna fuscata. Przedstawiciele poszczególnych klanów, wyłonieni na podstawie proroczych snów wieszczów ivi-attua, musieli przepłynąć wpław z Wyspy Wielkanocnej na pobliską wysepkę Motu Nui, wyjąć jajo z gniazda, popłynąć z powrotem na Wyspę Wielkanocną, wspiąć się na szczyt klifu, dobiec do Orongo i wręczyć jajo prowadzącemu uroczystości. Zwycięstwo dawało klanowi wyłączność zbierania jaj i piskląt z Motu Nui przez cały rok.  Wyścig był bardzo niebezpieczny. Wielu z hopu ginęło w trakcie zawodów, z powodu ataków rekinów, utonięcia lub upadku z klifu. 
Zwyczaj ten miał znaczenie religijne, obrzędów dokonywano na cześć boga-stwórcy Make-Make. Zostały one zakazane przez misjonarzy w drugiej połowie XIX w. Ostatnie zawody odbyły się w 1888 roku.